# Schetissu (Gebiet)
Das Gebiet Schetissu (kasachisch Жетісу облысы, russisch Жетысуская область) ist eine administrativ-territoriale Gebietskörperschaft der Republik Kasachstan. Seine Hauptstadt ist Taldyqorghan.

## Geschichte
Das Gebiet Schetissu gehörte bis ins Jahr 2022 zum Gebiet Almaty. Der kasachische Präsident Qassym-Schomart Tokajew schlug am 16. März 2022 vor, das Gebiet in zwei Teile zu teilen, da sich Städte im heutigen Schetissu, wie die Hauptstadt Taldyqorghan, zu weit von dem Oberzentrum Almaty entfernt befanden. 
Am 4. Mai 2022 legte Tokajew das am 8. Juni 2022 durchgesetzte Dekret vor, welches die Gründung des Gebietes Schetissu beschloss.

## Politik und Verwaltung

### Verwaltungsgliederung
Das Gebiet ist in zehn Bezirke (kasachisch Аудан Audan; russisch Район Rajon) gegliedert. Die Städte Taldykorgan und Tekeli bilden jeweils einen eigenen städtischen Bezirk.

Administrative Gliederung des Gebietes Schetissu

| Audan                 | Fläche [km²] | Einwohner | Verwaltungssitz |
| --------------------- | ------------ | --------- | --------------- |
| Aqsu                  | 12.600       | 35.226    | Schansügirow    |
| Alaköl                | 23.700       | 73.483    | Üscharal        |
| Eskeldi               | 4.300        | 51.076    | Qarabulaq       |
| Kerbulaq              | 11.500       | 42.296    | Saryösek        |
| Köksu                 | 7.100        | 41.634    | Balpyq Bi       |
| Panfilow              | 10.600       | 134.212   | Scharkent       |
| Qaratal               | 24.200       | 39.155    | Üschtöbe        |
| Sarqan                | 24.400       | 38.874    | Sarqan          |
| Taldyqorghan (Stadt)  | 400          | 207.628   | Taldykorgan     |
| Tekeli (Stadt)        | 100          | 30.816    | Tekeli          |
| Stand: 1. Januar 2025 |              |           |                 |

### Äkim (Gouverneur)
Liste der Gouverneure (kasachisch Әкім, Äkim) des Gebietes Schetissu seit 2022:
| Nr. | Name             | Amtszeit (Beginn) | Amtszeit (Ende) |
| --- | ---------------- | ----------------- | --------------- |
| 1   | Beibit Issabajew | 11. Juni 2022     | amtierend       |